# クラヴィス (貸金業)
株式会社クラヴィスは、かつて存在した日本のみなし貸金業者。2007年9月28日をもって閉店し、2012年7月5日に破産したため現在は事業を行っていない。2020年10月12日に大阪地方裁判所から破産手続終結決定を受け、法人格はすでに消滅している。
同名のアパレル企業及びシステム会社とは無関係。

## 概要
1975年7月18日に、リッチ株式会社として設立。プロミス（現SMBCコンシューマーファイナンス）傘下となった後、2002年4月1日に他社と合併（「沿革」の項を参照）し株式会社ぷらっととなる。
その後、プロミスがSMBC系列になったことから、株式会社クオーク（現・三井住友カード）と提携し、2005年6月13日に商号を株式会社クオークローンに変更する。しかし、後に提携を解消している。2007年6月1日から新規の申込受付を中止し、債権を親会社であるプロミス及び同社の子会社であるパル債権回収株式会社に譲渡（一部を除く）。同年9月28日をもって全店舗を閉店し、同年12月1日に商号を株式会社タンポートに変更している。
ぷらっと発足の際にこれまで各社が運用していた自動契約機（例えば旧リッチは「まかしと機」）が廃止され、プロミスの自動契約機からの与信申込が可能となったことから、「プロミスと契約中の者でも、プロミスの自動契約機から、プロミスとは別の独自審査が受けられる」旨をアピールしていた。
ぷらっと→クオークローン時代は、四国ではサンライフとグループ内で競合していた。クオークローンとサンライフはプロミスよりも高い金利（出資法の上限いっぱいの29.2%。プロミスは25.5%）を取ることで事業を成り立たせていたが、グレーゾーン金利の撤廃が具体化したことから事業継続が不可能と判断された。社員のほとんどがプロミスならびにプロミス関連企業へ出向していた。
その後、2009年4月に、両社の株式と、両社からプロミスやパル債権回収に譲渡された債権を、ネオラインキャピタルに売却（株式の売却額はそれぞれわずか1円で実質無償譲渡に近い。ただし、将来の利息返還請求については、基本的にネオラインキャピタルグループ側が負うものとしていた。債権207億円の売却額は約94億円）し、ネオラインキャピタルの子会社となり、5月に現在の株式会社クラヴィスに商号変更している。なお、過払い訴訟において過払い金の返金が出来ず破綻状態になっており債権者より破産の申し立て等が検討されている。2012年1月30日ネオラインホールディングスは全株式をバッカーズに譲渡した。なお、ネオラインホールディングスは譲渡先を公表しておらず、破産後に破産管財人によって譲渡先が明らかになった。
2012年7月5日午後5時、大阪地方裁判所において自己破産の申し立てを行い、同日破産手続開始決定を受けた。
自己破産の申し立てより3年が経過した2015年9月に最終配当を行い、債権者に対して1.5％の配当金が支払われた。

## 沿革
- 1975年7月18日 - リッチ株式会社設立。
- 2000年5月19日 - 株式交換し、プロミス株式会社の子会社となる。
- 2002年4月1日 - 株式会社シンコウ[3]及び東和商事株式会社[4]を吸収合併し、商号をリッチ株式会社から株式会社ぷらっとに変更。
- 2005年6月13日 - 商号を株式会社クオークローンに変更。
- 2007年
  - 9月28日 - 貸金業関連法改正の影響を受け、全店舗閉店。
  - 12月1日 - 商号を株式会社タンポートに変更。
- 2009年
  - 4月1日 - 親会社のプロミスが全株式を譲渡し、ネオラインキャピタル株式会社（現・クロスシード）の子会社となる。
  - 5月1日 - 株式会社クラヴィスに商号変更。
- 2012年
  - 1月31日 – ネオラインホールディングス株式会社（ネオラインキャピタルの親会社）がクラヴィスの全株式を株式会社バッカーズに譲渡、グループから離脱。
  - 7月5日 - 破産手続開始決定。
- 2015年9月 - 最終配当を実施。金額は債権額の1.5％。
- 2016年5月 - 追加配当を実施。金額は債権額の0.25％。書類に不備があるなど、受け取られなかった配当金は、大阪法務局に供託された。
- 2020年
  - 7月2日 - 過払金について益金として過去に計上したことについて、破産手続きにより破産債権として配当せざるを得なかったとして、過去の事業年度の益金が減額され法人税を過大に納めたとして、法人税の還付を求めて破産管財人が提起した訴訟において、最高裁判所で管財人側が敗訴。
  - 10月12日 - 大阪地方裁判所より破産手続終結決定を受け、法人格が消滅する。

## 脚註
1. ↑  プロミスの現状と今後の戦略（7頁で自動契約機の共同利用について触れられている） (PDF)
2. ↑  「子会社の異動（株式譲渡）、営業貸付金債権の売却、ならびに店舗の再編に関するお知らせ」（プレスリリース）、プロミス株式会社、2009年3月24日。2023年11月30日時点のオリジナルよりアーカイブ。
3. ↑  1981年5月27日設立
4. ↑  1969年6月25日設立